# Parakneria spekii
Parakneria spekii är en fiskart som först beskrevs av Günther, 1868.  Parakneria spekii ingår i släktet Parakneria och familjen Kneriidae. IUCN kategoriserar arten globalt som livskraftig. Inga underarter finns listade i Catalogue of Life.